# Capileira
Capileira es un municipio español situado en la parte noroccidental de la comarca de la Alpujarra Granadina, en la provincia de Granada, comunidad autónoma de Andalucía. Limita con los municipios de Pampaneira, Bubión, La Taha, Pórtugos, Trevélez, Güéjar Sierra, Monachil, Dílar y Lanjarón.
Gran parte de su término municipal pertenece al parque nacional de Sierra Nevada, llegando hasta las cimas del pico Veleta y el Mulhacén, techo de la península ibérica, que comparte con Güéjar Sierra y Trevélez, convirtiendo a estos tres municipios en los más altos de la península, y segundos de España tras La Orotava. Todo el municipio forma parte igualmente del Conjunto Histórico del Barranco del Poqueira. Este pueblo se sitúa en la parte alta del valle de Poqueira, en la vertiente meridional de Sierra Nevada. Durante las últimas décadas el turismo ha comenzado a despuntar en la economía local.
Desde el año 2017, Capileira pasa a formar parte de la asociación Los Pueblos Más Bonitos de España, convirtiéndose en el segundo pueblo en hacerlo del Barranco de Poqueira.

## Toponimia
Su nombre proviene del latín Capillaria, que significa «cabellera», lo que alude al hecho de ser el pueblo más alto del barranco. El topónimo de la localidad se escribía anteriormente en español con la grafía Capileyra, actualmente desaconsejada por la RAE y en desuso.

## Geografía
Ubicación
| Noroeste: Lanjarón, Dílar y Monachil | Norte: Güéjar Sierra | Noreste: Güéjar Sierra y Trevélez |
| Oeste: Bubión                        | Puntos cardinales    | Este: Trevélez y Pórtugos         |
| Suroeste: Pampaneira y Bubión        | Sur: Bubión          | Sureste: Bubión y La Taha         |

## Demografía
Capileira cuenta con una población de 576 habitantes (INE 2024).
| Gráfica de evolución demográfica de Capileira entre 1857 y 2021 |
| |
| Población de derecho según los censos de población del INE Población de hecho según los censos de población del INEEn 1857 aparece este municipio porque se segrega del municipio Barranco de Poqueira |

## Administración y política
Los resultados en Capileira de las últimas elecciones municipales, celebradas en mayo de 2019, son:
| Elecciones Municipales - Capileira (2019) | Elecciones Municipales - Capileira (2019) | Elecciones Municipales - Capileira (2019) | Elecciones Municipales - Capileira (2019) | Elecciones Municipales - Capileira (2019) |
| Partido político                          | Partido político                          | Votos                                     | Votos                                     | Concejales                                |
| ----------------------------------------- | ----------------------------------------- | ----------------------------------------- | ----------------------------------------- | ----------------------------------------- |
|                                           | Partido Socialista Obrero Español (PSOE)  | 226                                       | 63,31 %                                   | 5                                         |
|                                           | Partido Popular (PP)                      | 128                                       | 35,85 %                                   | 2                                         |

## Cultura

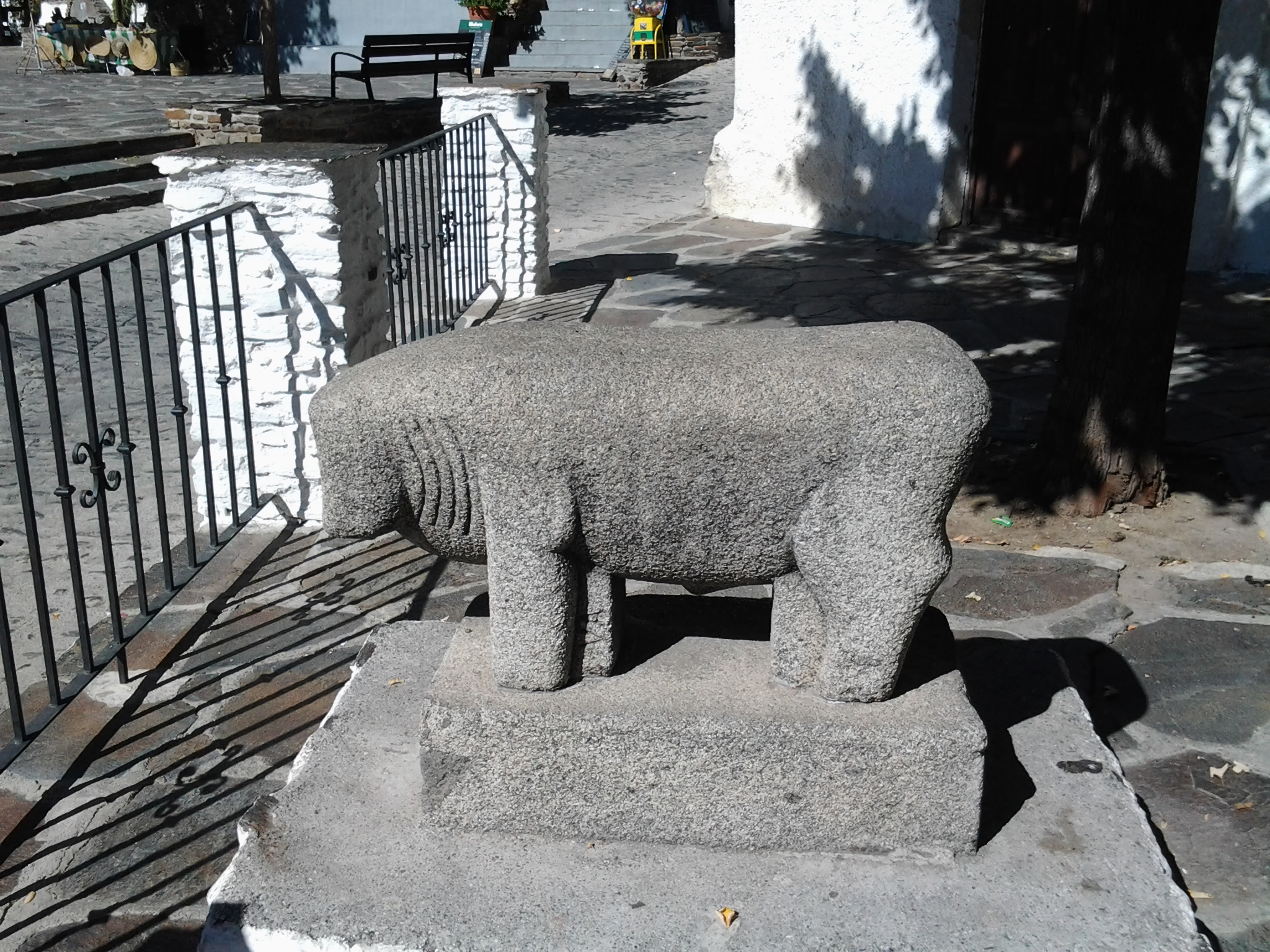
El Toro de Guisando, en Capileira

Todo el municipio de Capileira está declarado Conjunto histórico artístico y paraje pintoresco, además de haber sido mencionado por el Consejo de Europa como modelo de arquitectura popular. En 1996, Capileira fue sede del XV Festival de Música Tradicional de la Alpujarra.

### Patrimonio
Entre los monumentos del pueblo destaca la Iglesia Parroquial de Ntra. Señora de la Cabeza, que fue reconstruida en el siglo XVII. Dentro de la misma se puede apreciar un retablo de estilo barroco en madera dorada del siglo XVII y una imagen de la Virgen de la Cabeza donada por los Reyes Católicos en el siglo XV.
La Casa-Museo Pedro Antonio de Alarcón, fundada en 1972 y restaurada en 2013 por la Diputación de Granada, está dedicada a la vida y obra del afamado escritor accitano, además de funcionar como museo de usos y costumbres alpujarreñas.
Se conservan también dos lavaderos públicos bajo las fuentes de Hondera y La Pileta, que estuvieron en uso hasta 1965.

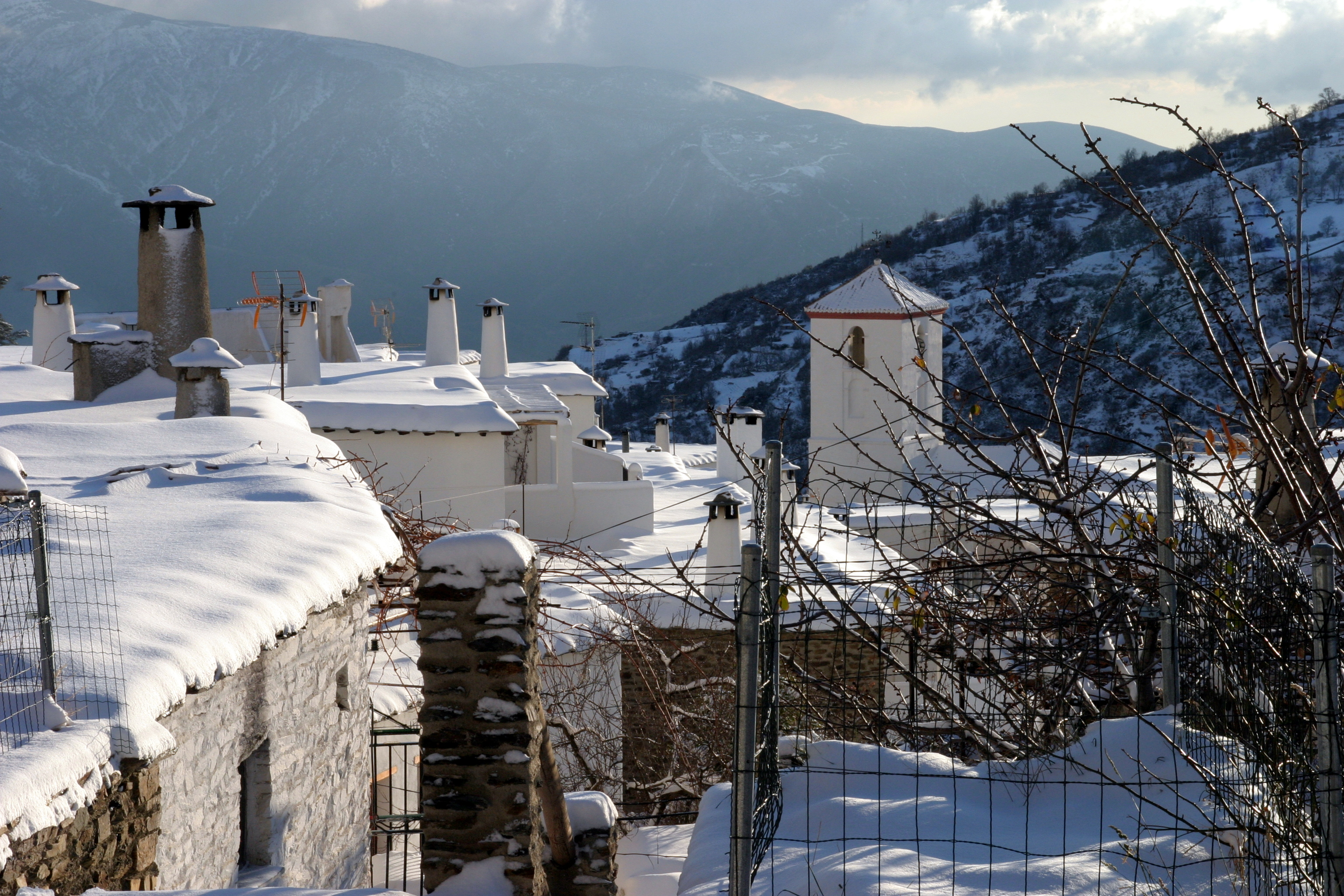
Tejados nevados en la localidad de Capileira

### Fiestas
En enero se celebra la noche de San Antón, durante la cual se prenden los tradicionales chiscos granadinos, que son hogueras preparadas por los vecinos los días previos.
Sus fiestas populares tienen lugar cada año el último domingo de abril y el segundo domingo de agosto en honor a la Virgen de la Cabeza, patrona de la localidad y de toda Andalucía Oriental. En estos festejos destacan los diablillos, que son varios jóvenes disfrazados con caretas y vestimentas hechas con tirillas de telas de colores. La gente ofrece cantidades de dinero a estos muchachos en lo que se denomina el zapeo, obligándolos a realizar carreras.
Como en muchas otras localidades de Granada, también se celebra en sus fiestas el entierro de la zorra, donde las mozuelas se visten de luto y con una caja, que llevan entre cuatro, dan la vuelta al pueblo fingiendo que lloran y haciendo aspavientos de pena.
El día 5 de agosto también se celebra la Virgen de las Nieves, donde se procesiona la imagen desde el pueblo hasta el Mulhacén andando.

#### Mauraca
La mauraca es la tradicional fiesta de la castaña que se celebra cada 1 de noviembre desde fechas antiquisimas. Tradicionalmente, grupos de amigos se reunían debajo de un castaño o en las eras y asaban castañas que acompañaban con bebidas de acorde con la edad, la gente adulta usualmente con anís. Desde el año 1991, el Ayuntamiento organiza una gran mauraca nocturna en la plaza del Calvario, donde vecinos y visitantes participan degustando castañas asadas y bebiendo anís y mistela hasta el alba.

## Galería

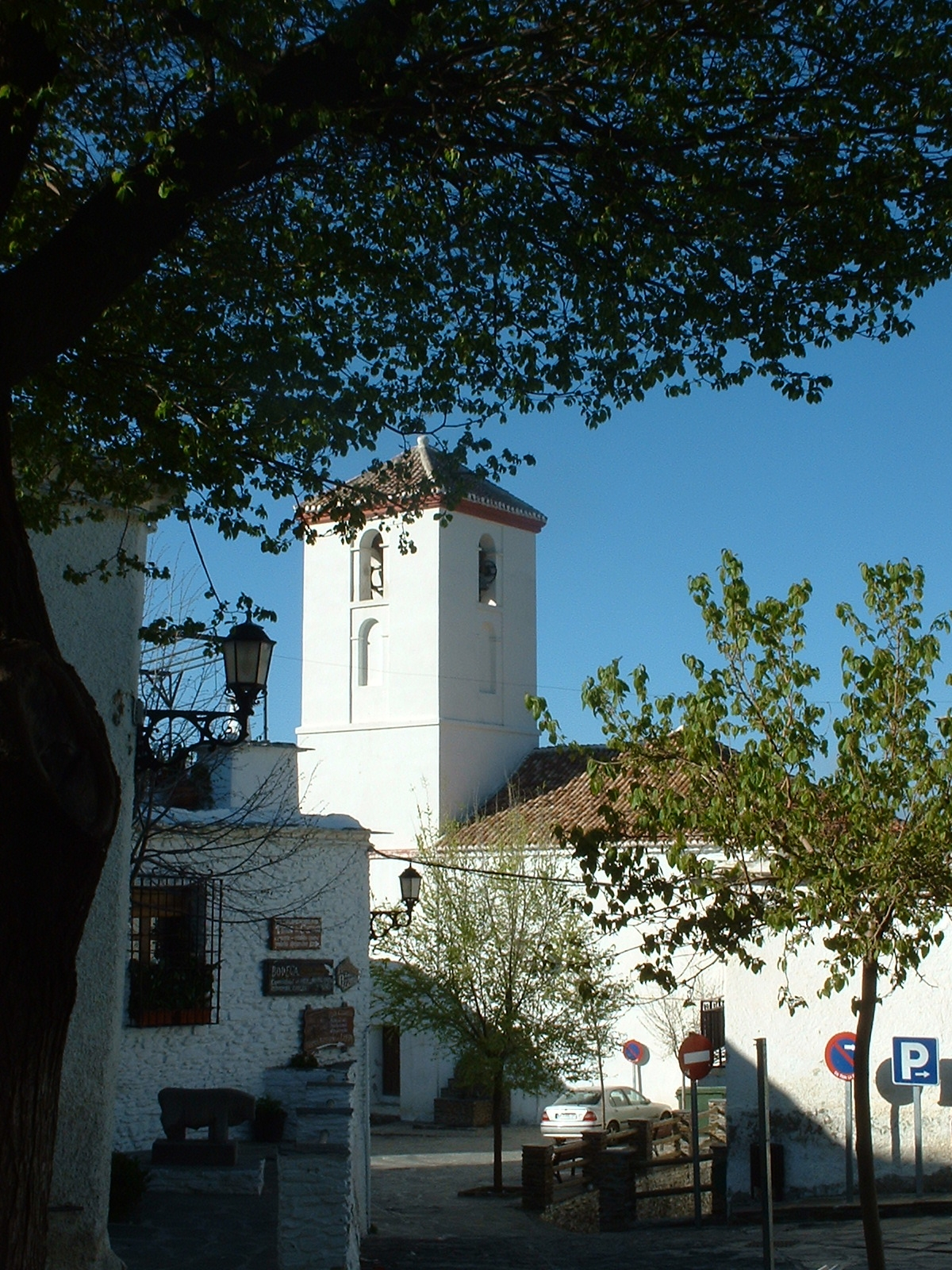
Iglesia de Capileira
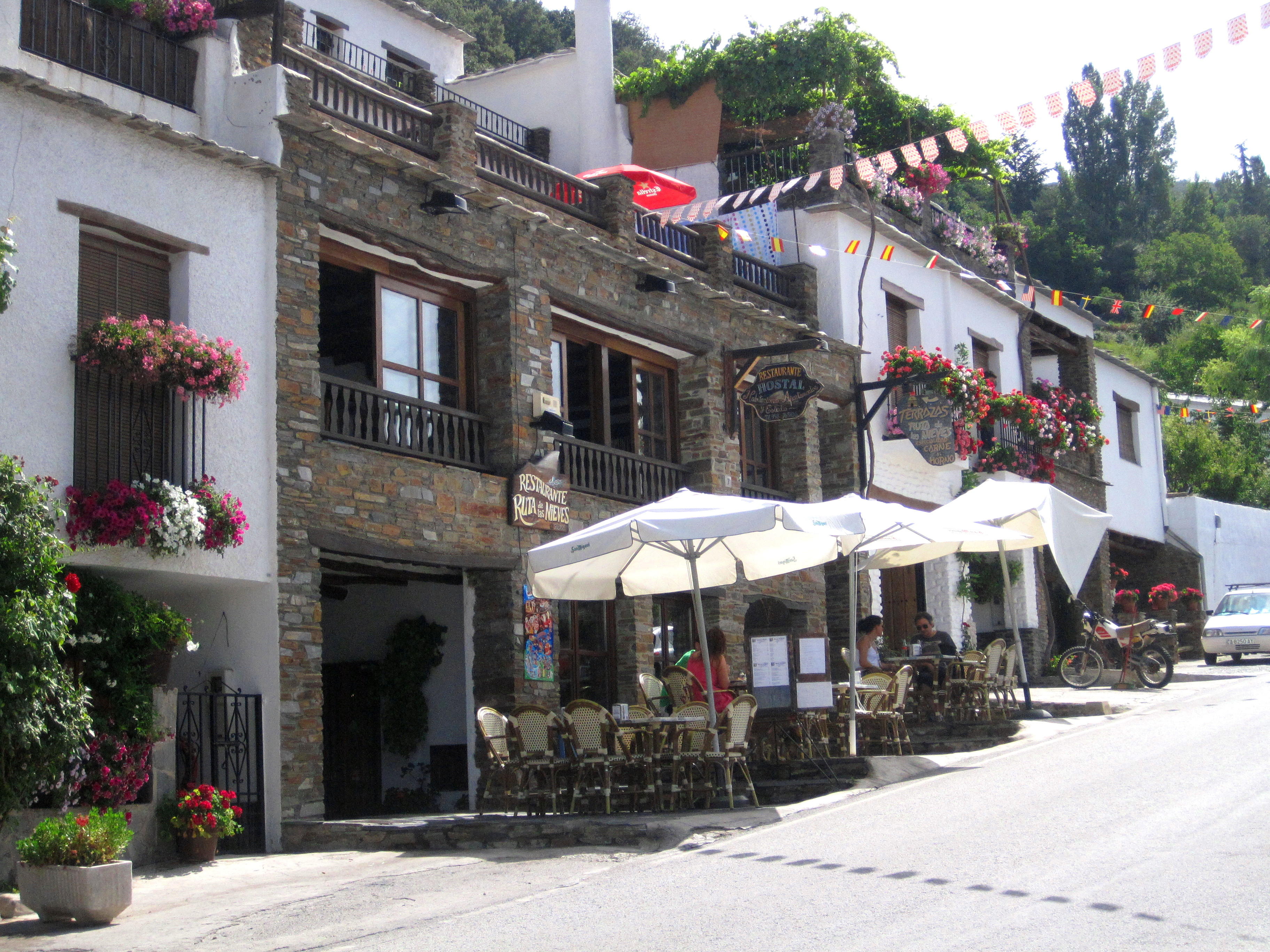
Locales comerciales en Capileira
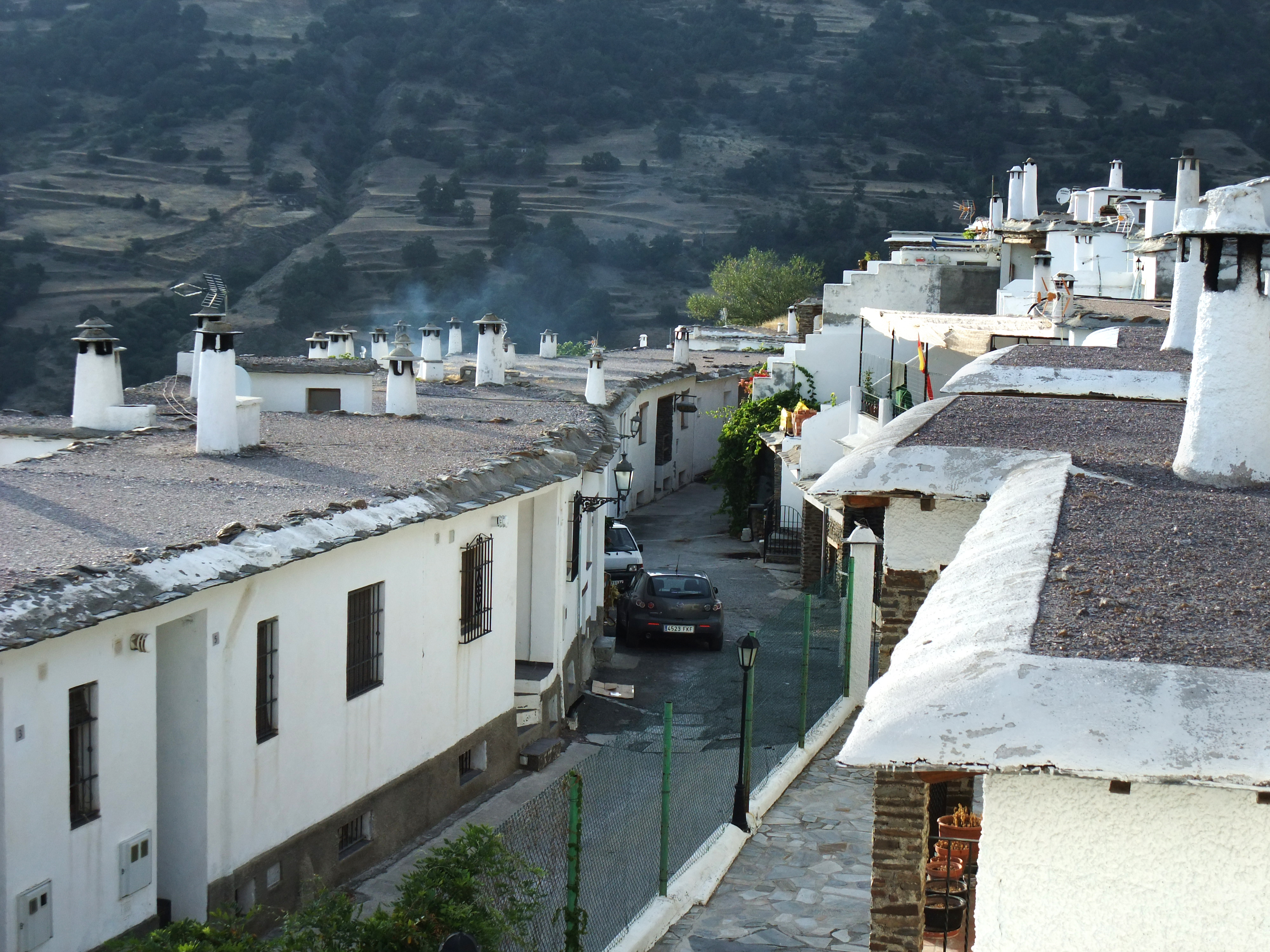
Calle de Capileira
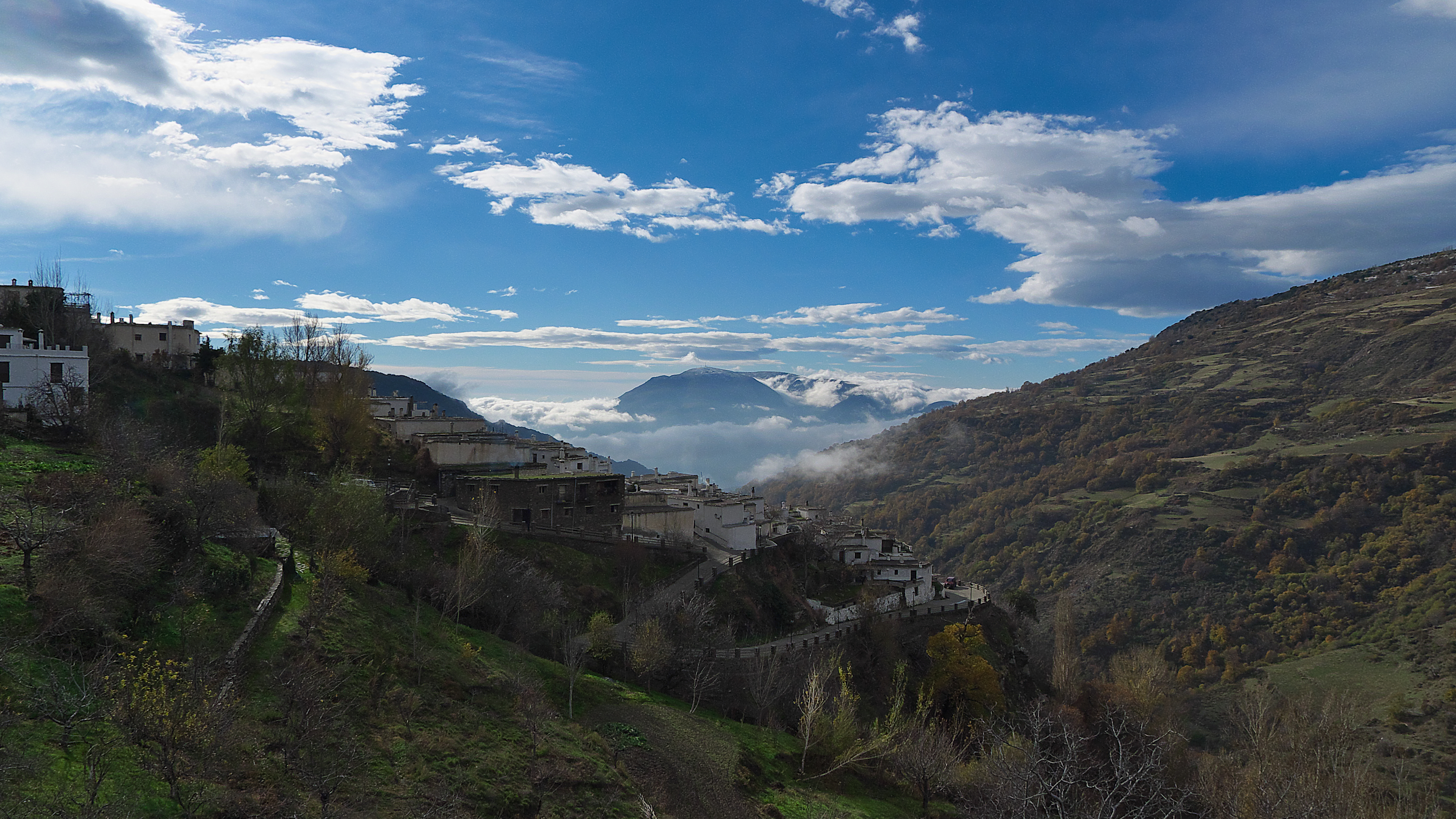
Barranco del Poqueira
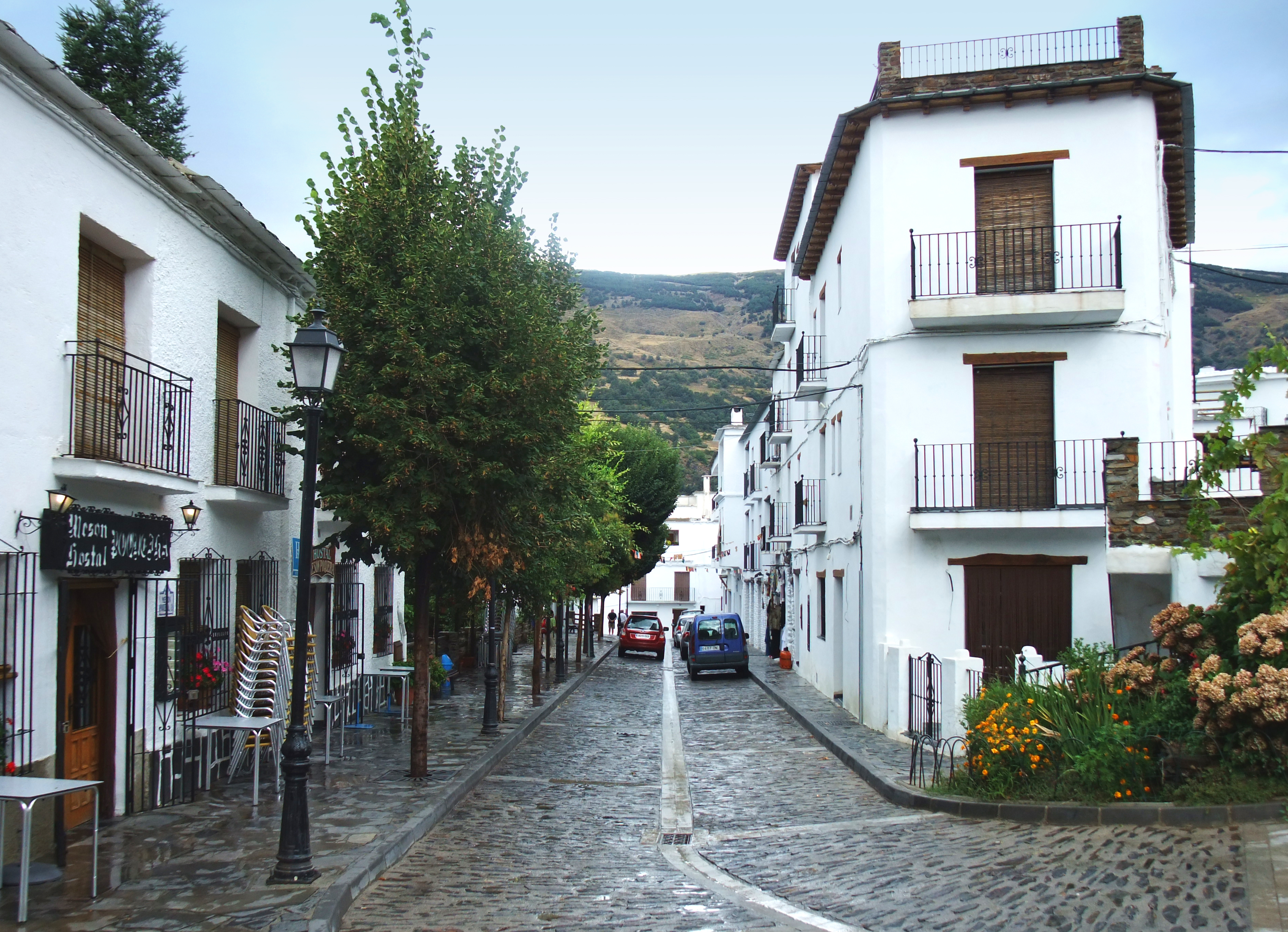
Calle de Capileira